# Untrue
Untrue è il secondo album in studio del musicista britannico Burial, pubblicato il 5 novembre 2007  dall'etichetta Hyperdub.

## Il disco
L'album è stato prodotto dall'artista inglese utilizzando l'editor audio Soundforge, senza l'utilizzo di un sequencer. Nonostante il sound riprenda molto quello del disco precedente, Untrue ha portato diverse novità, prime fra tutte l'utilizzo, qui ancora più marcato, di sample vocali modificati utilizzando la tecnica del time stretching, e, in generale, una qualità del suono migliore.
L'album ha ricevuto ottime recensioni dalla critica musicale, che ha elogiato le novità apportate dal producer e il suo uso dei campioni audio che creano una atmosfera unica. È stato spesso citato album dell'anno, e ha anche ricevuto una nomination per il Premio Mercury. Sin dalla sua uscita, Untrue è considerato un disco molto importante per la musica dubstep e il suo sviluppo.

## Composizione
Untrue, classificato come album dubstep e descritto come tributo al garage del Regno Unito, conserva diversi elementi musicali che hanno caratterizzato il suono di Burial, incluso l'uso massiccio del campionamento e l'uso di batterie sincopate tipiche dell'artista. In contrasto con il lavoro precedente di Burial, tuttavia, le tracce su Untrue presentano campionamenti vocali molto più pronunciati che sembrano distanti nel tempo, molti dei quali provengono da campioni manipolati di tracce R&B. Nelle tracce che compongono l'album, l'uso dei beat è vario; brani come Archangel e Near Dark sono caratterizzati da uptempo e batterie ritmate, mentre brani come gli interludi strumentali Endorphin e In McDonalds mettono l'accento su campioni vocali isolati e atmosfera da musica ambient Il downbeat Shell of Light incorpora il pianoforte, gli archi e gli effetti sonori della pioggia. Il mix di voci e pattern di batteria su Untrue sono stati visti come una reminiscenza del garage, della musica jungle e 2-beat.
Dan Hancox di The Guardian ha notato che mentre Untrue è "ancora chiaramente fai-da-te, parte della malinconia del debutto di Burial si è dissipata in questo nuovo album, che è molto più carico di voci che citano il garage, e di conseguenza più ottimista." I critici hanno notato che la maggiore enfasi sugli effetti vocali su Untrue contribuisce alla sua natura più emotiva. Il critico di Pitchfork Philip Sherburne ha scritto che Untrue non è "un album pop, ma le sue voci - maschili, femminili e ambigue - si insinuano profondamente nella coscienza dell'ascoltatore." Il campionamento vocale di Burial utilizza la tecnica del pitch shift per modificare le voci femminili e maschili, che assumono una natura indefinita. Inoltre, i riferimenti agli angeli e ai fenomeni soprannaturali si ripetono in diversi campioni vocali e titoli di brani dell'album, tra cui Archangel e Ghost Hardware, Burial ha dichiarato: 

## Tracce

### Versione CD
1. Untitled – 0:46
2. Archangel – 3:58
3. Near Dark – 3:54
4. Ghost Hardware – 4:53
5. Endorphin – 2:57
6. Etched Headplate – 5:59
7. In McDonalds – 2:07
8. Untrue – 6:16
9. Shell Of Light – 4:40
10. Dog Shelter – 2:59
11. Homeless – 5:20
12. UK – 1:40
13. Raver – 4:59